# Pi2 Gruis
Pi2 Gruis (π2 Gru) es una estrella en la constelación de Grus, la grulla, de magnitud aparente +5,62.
Comparte la denominación de Bayer «Pi» con π1 Gruis, siendo la separación visual entre ellas de 4 minutos de arco.
El par ha sido descrito como una estrella profundamente carmesí acompañada por otra algo más brillante —esta última Pi2 Gruis—, que parecen «dos pequeños discos pulidos de cobre y plata vistos bajo una iluminación fuerte».

## Características
Pi2 Gruis es una estrella binaria cuya componente primaria es una gigante o subgigante blanco-amarilla de tipo espectral F3III-IV.
Con una temperatura efectiva de 6807 K, sus características son semejantes a las de χ Leonis o a las de 31 Cephei.
Su masa es aproximadamente un 53% mayor que la masa solar y tiene una edad estimada de 1700 ± 200 millones de años.
Presenta una metalicidad un 26% inferior a la del Sol ([Fe/H] = -0,13).
Asimismo, es una estrella brillante en el infrarrojo.
La estrella secundaria tiene magnitud +11,3 y visualmente está separada 4,6 segundos de arco de su brillante compañera, lo que corresponde a una separación proyectada de 184 UA.
El sistema se encuentra a 130 años luz del sistema solar.